# Le Fils du Mask
 (août 2020).
Série
The Mask (film, 1994)
(1994)
Pour plus de détails, voir Fiche technique et Distribution.
Le Fils du Mask, ou Le Fils du Masque au Québec (Son of the Mask) est un film américano-germano-australo-français réalisé par Lawrence Guterman, sorti en 2005. Il s'inscrit comme suite de The Mask de Chuck Russell sorti en 1994.
Le film débute un jour, où Tim Avery, dessinateur de dessins animés menant une vie banale, découvre un masque magique qui transforme son existence. Il lui permet d'être remarqué par son patron, et d'avoir un fils, Alvey. Alvey a été conçu par le Mask et se retrouve donc doté de ses pouvoirs. Il s'en servira pour mener la vie dure à son père et pour contrer Otis, le chien des Avery, qui utilise le masque pour essayer d'assassiner Alvey par jalousie. Mais c'est sans compter sur Loki, le créateur du masque, qui veut le récupérer pour plaire à son père Odin.

## Synopsis
Onze ans après les événements du premier film, le Dr Arthur Neuman fait une visite de la salle de la mythologie nordique au Edge City Museum. Le Dr Neuman mentionne que Loki a créé le Mask et l'a lâché sur Terre, et que ceux qui portent le masque auraient les pouvoirs de Loki. Lorsque le Dr Neuman mentionne que Loki a été emprisonné par Odin, un homme en noir devient fou de rage et se transforme, se révélant être Loki. Les touristes paniquent et fuient, mais le Dr Neuman reste pour discuter avec le dieu en colère. Loki prend le masque dans la vitrine, mais se rend compte que c'est un faux. Énervé, il retire le visage encore parlant du Dr Neuman de son corps et le place sur le porte-masque, avant de se débarrasser des gardes et de sortir du musée dans un tourbillon de rage.
Pendant ce temps, le véritable Mask se rend dans la ville de Fringe City et est trouvé dans une rivière par un chien nommé Otis, qui appartient à Tim Avery, un aspirant animateur dans un studio d'animation qui hésite à devenir père. Il a une belle femme, Tania, et un meilleur ami, Jorge. Sur une île tropicale, Loki se détend jusqu'à ce qu'Odin le contacte et ordonne à son fils de trouver le masque. Loki demande à Odin de l'aider, mais Odin dit à Loki que c'est son bordel et qu'il doit le nettoyer. Plus tard dans la soirée, Tim met le masque pour une fête d'Halloween, se transformant en un homme excentrique au visage vert. Lorsque la fête de l'entreprise se révèle ennuyeuse, Tim utilise ses pouvoirs pour effectuer un remix de Can't Take My Eyes Off You, faisant de la fête un succès et donnant au patron de Tim l'idée de transformer la personnalité costumée de Tim en un dessin animé, résultant en sa promotion le lendemain.
Tim rentre chez lui et, tout en portant le masque, couche avec Tania qui tombe enceinte d'un petit garçon doté des mêmes pouvoirs. Pendant ce temps, Odin, possédant un commis de magasin, en parle à Loki et lui dit que s'il trouve l'enfant, il trouvera le masque. Plus tard, Tania part en voyage d'affaires, laissant Tim avec le bébé. Tim, qui a été promu au travail, essaie désespérément de travailler sur son dessin animé à la maison, mais est continuellement perturbé par Alvey ; afin d'obtenir la paix et la tranquillité, Tim laisse Alvey regarder Michigan J. Frog, The Flintstones et Transformers sur la télévision. Alvey obtient diaboliquement l'idée de jouer avec la tête de son père en utilisant ses pouvoirs. Pendant ce temps, Otis le chien, qui s'est senti négligé par Tim à cause d'Alvey, enfile le masque par accident et devient une version animale folle de lui-même, qui souhaite se débarrasser du bébé, mais toutes ses tentatives sont renversées par Alvey. Finalement, Loki trouve le bébé né du masque et confronte Tim pour récupérer le masque, mais il est contrecarré encore et encore par Alvey qui utilise ses pouvoirs pour protéger son père.
Finalement, Odin, possédant le corps de Tim, en a marre de l'approche destructrice de Loki pour l'avoir encore une fois défié et dépouille son fils de ses pouvoirs. Un Tim apparemment dérangé est ensuite congédié après avoir échoué à impressionner son patron, et partage un moment de tendresse avec Alvey. Loki, toujours déterminé à plaire à son père, parvient à achever un rituel d'invocation et à faire appel à Odin pour lui redonner ses pouvoirs. Odin est d'accord, mais seulement pour un temps limité, déclarant que c'est sa dernière chance. Loki kidnappe ensuite Alvey pour l'échanger contre le masque, mais décide de le garder malgré l'échange, obligeant Tim et Tania, étant rentrés chez eux, à les retrouver, tout en forçant Tim à enfiler à nouveau le masque pour combattre Loki. La confrontation qui s'ensuit est relativement équilibrée du fait qu'ils possèdent tous deux des pouvoirs égaux, ce qui incite Loki à arrêter le combat et suggère qu'ils laissent Alvey décider avec qui il veut vivre. Loki essaie d'attirer Alvey avec des jouets et des promesses de plaisir, alors que Tim enlève le masque et utilise la relation filiale qu'il a réussi à établir avec son fils, et Alvey le choisit.
Affligé et enragé, Loki essaie de tuer Tim, mais son temps est écoulé et Odin apparaît en personne, reniant Loki et le qualifiant d'échec. Touché, Tim s'interpose et rappelle à Odin que, indépendamment de leurs problèmes, ils sont toujours père et fils et que la chose la plus importante dans la vie est la famille. Il rend le masque à Loki et Odin, touché par le discours sincère de Tim, se réconcilie avec son fils. Les deux repartent à Asgard.
Tim finalise son dessin animé en adaptant ses propres expériences avec Alvey et d'Otis, qui devient un succès et Tania révèle qu'elle est à nouveau enceinte.

## Fiche technique
Sauf indication contraire, les informations mentionnées dans cette section peuvent être confirmées par la base de données cinématographiques IMDb,  présente dans la section « Liens externes ».
- Titre original : Son of the Mask
- Titres français : Le Fils du Mask
- Titre québécois : Le fils du Masque
- Réalisation : Lawrence Guterman
- Scénario : Lance Khazei
- Musique : Randy Edelman
- Direction artistique : Bill Booth et Dan Morski
- Décors : Leslie Dilley et Rebecca Cohen
- Costumes : Mary E. Vogt
- Photographie : Greg Gardiner
- Son : Steve Bartkowicz, Michael Herbick, Brad Sherman, Jon Taylor
- Montage : Malcolm Campbell, John Coniglio et Debra Neil-Fisher
- Production : Erica Huggins, Scott Kroopf et Dae Won Cho

Coproducteur : Stephen Jones
Producteur associé : Sean Gorman
Producteur délégué : Toby Emmerich, Mike Richardson, Kent Alterman, Beau Marks et Michele Weiss
Producteur d'animation : Tom Tataranowicz
- Société de production[2] : Radar Pictures et Post Amazers, en association avec Dark Horse Entertainment et Kumar Mobiliengesellschaft mbH & Co. Projekt Nr. 1 KG, avec la participation de New Line Cinema
- Sociétés de distribution[2] : 
  - États-Unis : New Line Distribution et Warner Home Video
  - France : Pathé Distribution
  - Australie : Roadshow Films
  - Québec : Alliance Atlantis Vivafilm
- Budget : 84 millions de dollars[3]
- Pays d'origine :  États-Unis,  Allemagne,  Australie,  France
- Format : Couleurs - 1,85:1 - DTS / Dolby Digital / SDDS - 35 mm
- Genre : Comédie fantastique
- Durée : 94 minutes
- Dates de sortie[4] :
  - États-Unis : 18 février 2005
  - France : 23 mars 2005
  - Australie : 23 juin 2005
  - Belgique : 6 juillet 2005
  - Québec : 18 février 2005
- Classification[5] :
  - États-Unis : PG - Parental Guidance Suggested (Certaines scènes peuvent heurter les enfants - Accord parental souhaitable).
  - Allemagne : FSK 6 (Enfants de 6 ans et plus)
  - Canada : PG - Parental Guidance (Certaines scènes peuvent heurter les enfants - Accord parental souhaitable).
  - Québec : G - General Rating (Tous publics).
  - Australie : PG - Parental Guidance (Enfants de 15 ans et plus - Accord parental souhaitable)[6].
  - France : Tous publics (visa d'exploitation no 112206 délivré le 22 mars 2005)[7].

## Distribution
- Jamie Kennedy (VF : Jean-Christophe Dollé ; VQ : Antoine Durand) : Tim Avery / The Mask
- Alan Cumming (VF : Laurent Natrella ; VQ : Gilbert Lachance) : Loki
- Traylor Howard (VF : Marion Valantine ; VQ : Julie Burroughs) : Tania Avery
- Otis (VO : Bill Farmer et Richard Steven Horvitz ; VF : Jérémy Prévost) : Otis, le chien / Mask d'Otis
- Ryan et Liam Falconer (VO : Joyce Kurtz, Mona Marshall, Mary Matilyn Mouser et Neil Ross) : Alvey Avery
- Steven Wright (VF : Paul Borne ; VQ : Jacques Lavallée) : Daniel Moss
- Bob Hoskins (VF : Féodor Atkine ; VQ : Yves Massicotte) : Odin
- Ben Stein (VF : Jean Lescot ; VQ : François Sasseville) : le Docteur Arthur Neuman
- Magda Szubanski (VF : Lydie Pruvot) : Betty, la voisine
- Kal Penn : Jorge
- Sandy Winton : Chris
- Rebecca Massey : Clare
- Ryan Johnson : Chad
- Victoria Thaine : Sylvia
- Peter Flett : Monsieur Jimmy Kemperbee
- Amanda Smyth : Madame Heather Babcock

Version française réalisée par Dubbing Brothers ; direction artistique : Isabelle Brannens ; adaptation des dialogues : Jean-Pierre Carasso et Manu Delilez
Version québécoise réalisée par Cinélume ; direction artistique : Huguette Gervais ; adaptation des dialogues : Huguette Gervais
 Source et légende : version québécoise (VQ) sur Doublage.qc.ca

## Production

### Bande originale
- There's Gotta Be A Betta Way, interprété par Derek McKeith
- Baby Face, interprété par Marissa Jaret Winokur
- Cuban Pete, interprété par Derek McKeith
- Woody Woodpecker, composé par Darrall Calker
- Can't Take My Eyes Off You, interprété par Jamie Kennedy
- Le Freak, interprété par Chic
- Thank The Lord For The Night Time, interprété par Neil Diamond
- Please Don't Talk About Me When I'm Gone, composé par Sammy H. Stept, Bee Palmer et Sidney Clare
- William Tell Overture, interprété par Zagreb Festival Orchestra
- What A Wonderful World, interprété par IZ (Israel Kamakawiwoʻole)
- The Twist, interprété par Chubby Checker
- We Are All A Family, composé par Sven Spieker et Bob Stein
- Puppy Love, interprété par Paul Anka
- Inside Your Mind, interprété par Ryan Cabrera
- If My Friends Could See Me Now, interprété par Dr. John
- Hallo Ma Baby, composé par Joe Howard et Ida Emerson
- Stubborn Performer, composé par Milton J. Franklyn

## Accueil

### Accueil critique
Aux États-Unis, le film a reçu un accueil critique très négatif :
- sur Internet Movie Database, il obtient un score de 2,2⁄10 sur la base de 51 465 critiques[9] ;
- sur Metacritic, il obtient un score défavorable de la presse 20⁄100 sur la base de 26 critiques [10] ;
- sur l'agrégateur américain Rotten Tomatoes, il a également reçu un accueil critique défavorable, recueillant 6 % de critiques positives, avec une moyenne de 2,75⁄10 sur la base de 6 critiques positives et 99 négatives[11].

En France, le film a également reçu des critiques très négatives sur Allociné. Il obtient une moyenne de 2,1⁄5 sur la base 14 critiques de la part de la presse et de 1,0⁄5 sur la base 245 critiques de la part des spectateurs.
Les principaux reproches sont de n'avoir aucun scénario, de n'être qu'une avalanche de gags à la Tex Avery, d'avoir des effets spéciaux d'une rare laideur, et surtout la souffrance de l'absence de Jim Carrey.[réf. à confirmer]
Il est 3e dans la liste des pires films de tous les temps sur Allociné, juste derrière Pédale dure (2004) et Dragonball Evolution, avec une note de 2,1 sur 5 par la presse et de 1 sur 5 par les spectateurs. Sur ce site, un des principaux reproches est que ce film n'a aucun rapport avec le premier.

### Box-office
| Pays ou région            | Box-office                     | Date d'arrêt du box-office | Nombre de semaines |
| ------------------------- | ------------------------------ | -------------------------- | ------------------ |
| États-Unis (1er week-end) | 7 700 000 $                    | du 18 au 20 février 2005   | -                  |
| États-Unis                | 17 018 422 $                   | 6 mars 2005                | 3                  |
| Allemagne                 | 524 093 $ 80 003 entrées       | -                          | 42                 |
| Australie                 | 524 093 $                      | -                          | 40                 |
| France                    | 2 379 092 $                    | -                          | 40                 |
| France Paris              | 338 065 entrées 70 990 entrées | -                          | -                  |
| Total hors États-Unis     | 42 963 126 $                   | 6 mars 2005                | 3                  |
| Total mondial             | 59 981 548 $                   | 6 mars 2005                | 3                  |

## Distinction
Entre 2005 et 2006, Le Fils du Mask a été sélectionné 19 fois dans diverses catégories et a remporté 7 récompenses.

### Récompense
- Golden Schmoes Awards 2005 : pire film de l'année.
- Stinkers Bad Movie Awards 2005 :
  - Stinkers Award de la pire suite ;
  - Stinkers Award du film de famille le plus grossier ;
  - Stinkers Award du pire acteur décerné à Jamie Kennedy ;
  - Stinkers Award de la partition musicale la plus intrusive décerné à Randy Edelman ;
  - Stinkers Award du pire couple à l'écran décerné à Jamie Kennedy (Jamie Kennedy et quiconque est forcé de co-vedette avec lui).
- Razzie Awards 2006[19],[20] : Razzie Award du pire remake ou suite

### Nomination
- Stinkers Bad Movie Awards 2005 :
  - Pire film pour Erica Huggins et Scott Kroopf ;
  - Pire film de comédie (Comédie la plus douloureusement pas drôle) ;
  - Pire effets spéciaux (effets spéciaux les moins «spéciaux») ;
  - Pire chanson ou performance de chanson dans un film (Can not Take My Eyes Off You par Jamie Kennedy) ;
  - Faux accent masculin le plus ennuyeux pour Kal Penn.
- Razzie Awards 2006[19],[20] :
  - Pire film pour Lawrence Guterman ;
  - Pire acteur pour Jamie Kennedy ;
  - Pire second rôle masculin pour Alan Cumming ;
  - Pire second rôle masculin pour Bob Hoskins ;
  - Pire couple à l'écran pour Jamie Kennedy (Jamie Kennedy et tout le monde coincé à partager l'écran avec lui) ;
  - Pire réalisateur pour Lawrence Guterman ;
  - Pire scénario pour Lance Khazei.

## Autour du film
- Le nom du personnage principal, Tim Avery, est une référence à Tex Avery car Stanley Ipkiss, le personnage principal de "The Mask", était passionné par les cartoons de ce dernier.
- Le chien de Tim, Otis, est de la même race que Milo le chien de Stanley dans le premier film.
- Clin d'œil au dessin animé Woody Woodpecker lorsque Alvey énerve son père : il fait apparaître sa tête à la place de la sienne.
- Clin d'œil au film L'Exorciste avant que Loki découvre qu'Alvey est le fils du Mask : sa tête tourne, puis il vomit, comme Regan McNeil.
- Aux États-Unis, la scène de la fécondation en animation 3D, reprenant 3 spermatozoïdes verts de Tim faisant la course vers l'ovule de Tania, a été censurée[21]. Elle a cependant été conservée dans plusieurs pays, dont la France.